# 優妃
優妃（ゆうき、旧芸名：西岡優妃、優機、1987年2月4日 - ）は、日本の女優である。東京都出身。文化学院高等部英語科、玉川大学芸術学部パフォーミング・アーツ学科卒業。西岡徳馬の次女。
特技は日本舞踊（花柳流）と物真似。レッドホースヒルズカンパニー 所属、過去の所属はスタッフ・プラス。

## 出演

### テレビドラマ
- 南くんの恋人（2004年、テレビ朝日）
- ごくせん（第2シリーズ）第4話
- ヤンキー母校に帰る 旅立ちの時〜不良少年の夢
- 月曜ゴールデン「緑川警部 VS 殺人トランプ」（2011年9月12日、TBS）
- 水曜ミステリー9「沖縄リゾート コンシェルジュ具志堅陽子の名推理」（2012年7月25日、テレビ東京） - 片山菜月 役
- TOKYOエアポート〜東京空港管制保安部〜（2012年10月14日〜12月23日、フジテレビ）
- 司法教官・穂高美子6（2017年） - 中根琴乃 役

### 映画
- メタルカ（2012年 監督：内田英治）

### バラエティ
- おしゃれイズム（日本テレビ放送網）
- クイズプレゼンバラエティー Qさま!!（テレビ朝日）
- さんまのスーパーからくりTV（TBS）
- 森田一義アワー 笑っていいとも!（フジテレビ）
- 踊る!さんま御殿!!（日本テレビ放送網）
- メレンゲの気持ち（日本テレビ放送網）
- はなまるマーケット（TBS）
- 有吉反省会（日本テレビ放送網）

### 舞台
- 名取事務所「虚空遍歴」（2010年4月9日 - 11日、あうるすぽっと）
- シンクロナイズ・プロデュース 次への回路#4「猫」（2010年5月6日 - 9日、吉祥寺シアター）[4]
- 劇団空感エンジンプロデュース公演「こいもの」（2010年11月18日 - 22日、エアースタジオ）
- 劇団空感エンジンプロデュース「Juliet」（2011年4月7日 - 11日、エアースタジオ）
- アトリエッジチーム「流れる雲よ」（2011年6月13日 - 19日、新国立劇場・小劇場）[5]
- 劇団空感エンジン「SAORI 〜想い出の六畳一間〜」（2012年8月22日 - 26日、エアースタジオ）
- 劇団空感エンジン「ドゥーグヌァードカーン・ペ!」（2013年2月20日 - 24日、エアースタジオ）
- 劇団TEAM-ODAC再演企画公演「ダルマ」（2013年5月15日 - 19日、全労済ホールスペース・ゼロ） - 蘭 役（主演 河合龍之介）
- アトリエ・ダンカンプロデュース　交響劇「船に乗れ!」（2013年12月13日 - 21日　東急シアターオーブ）
- タンバリンプロデューサーズ公演「舞台 新耳袋3〜喫茶店奏鳴曲（カフェ・ソナタ）〜」（2014年4月2日 - 6日、中野ザ・ポケット）
- キティエンターテイメント「舞台 江戸のえじそん」（2014年7月11日 - 21日、あうるすぽっと）
- 京の螢火（2017年11月3日 - 26日、明治座）
- 閃光ばなし（2022年9月26日 - 10月2日〔予定〕、ロームシアター京都 / 10月8日 - 30日〔予定〕、東京建物 Brillia HALL）[6][7][8]